# Murau (huyện)
Bezirk Murau là một huyện của bang của Styria ở Áo.

## Các đô thị
Các khu ngoại vi, làng và các đơn vị khác của một đô thị được hiển thị bằngchữ nhỏ.
- Dürnstein in der Steiermark
  - Wildbad Einöd
- Frojach-Katsch
  - Frojach, Katsch an der Mur, Saurau
- Krakaudorf
- Krakauhintermühlen
- Krakauschatten
- Kulm am Zirbitz
- Laßnitz bei Murau
  - Laßnitz-Lambrecht, Laßnitz-Murau, Sankt Egidi
- Mariahof
  - Baierdorf
- Mühlen
  - Jakobsberg, Noreia, Sankt Veit in der Gegend
- Murau
- Neumarkt in Steiermark
- Niederwölz
- Oberwölz Stadt
  - Oberwölz, Vorstadt
- Oberwölz Umgebung
  - Hinterburg, Krumegg, Raiming, Salchau, Schöttl
- Perchau am Sattel
- Predlitz-Turrach
  - Einach, Predlitz, Turrach
- Ranten
  - Freiberg, Seebach
- Rinegg
- Sankt Blasen
- Sankt Georgen ob Murau
  - Bodendorf, Lutzmannsdorf, Sankt Lorenzen ob Murau
- Sankt Lambrecht
- Sankt Lorenzen bei Scheifling
  - Feßnach, Puchfeld
- Sankt Marein bei Neumarkt
  - Sankt Georgen bei Neumarkt
- Sankt Peter am Kammersberg
  - Althofen, Feistritz am Kammersberg, Kammersberg, Mitterdorf, Peterdorf, Pöllau am Greim
- Sankt Ruprecht-Falkendorf
  - Falkendorf, Sankt Ruprecht ob Murau
- Scheifling
  - Lind bei Scheifling
- Schöder
  - Baierdorf, Schöderberg
- Schönberg-Lachtal
  - Dürnberg, Schönberg bei Niederwölz
- Stadl an der Mur
  - Paal, Sonnberg, Stadl an der Mur, Steindorf
- Stolzalpe
- Teufenbach
- Triebendorf
- Winklern bei Oberwölz
  - Eselsberg, Mainhartsdorf
- Zeutschach

| sửa | Thành phố và huyện (Bezirke) của Steiermark | Flag of Austria |
| \| \| Graz Bruck-Mürzzuschlag \\| Deutschlandsberg \\| Graz-Umgebung \\| Hartberg-Fürstenfeld \\| Leibnitz \\| Leoben \\| Liezen \\| Murau \\| Murtal \\| Südoststeiermark \\| Voitsberg \\| Weiz \| | |                 |
| Styria map | Graz Bruck-Mürzzuschlag \| Deutschlandsberg \| Graz-Umgebung \| Hartberg-Fürstenfeld \| Leibnitz \| Leoben \| Liezen \| Murau \| Murtal \| Südoststeiermark \| Voitsberg \| Weiz |                 |